# Neon Future IV
Neon Future IV è il sesto album in studio del DJ statunitense Steve Aoki, pubblicato il 3 aprile 2020 dalla Ultra Music e dalla Dim Mak Records.

## Descrizione
Si tratta del quarto capitolo della serie Neon Future iniziata nel 2014 con Neon Future I ed è caratterizzato dalla presenza di circa trenta brani realizzati con la partecipazione di vari artisti, tra cui i Backstreet Boys, le Icona Pop, Maluma, Mike Shinoda, gli Showtek e Travis Barker.
L'uscita del disco verrà promossa dalla tournée Neon Future IV: The Color of Noise Tour, originariamente prevista per la primavera del 2020 in America nel Nord ma in seguito posticipata a causa della pandemia di COVID-19 del 2019-2021.

## Tracce
1. Closer to God (feat. Kita Sovee & Julien Marchal) – 4:38
2. I Love My Friends (feat. Icona Pop) – 3:05
3. Halfway Dead (feat. Global Dan & Travis Barker) – 3:24
4. Daylight (feat. Tory Lanez) – 3:15
5. One True Love (Steve Aoki & Slushii) – 3:24
6. Girl (feat. Agnez Mo & Desiigner) – 3:12
7. Maldad (Steve Aoki & Maluma) – 2:48
8. Last One to Know (feat. Mike Shinoda & Lights) – 3:17
9. Love You More (feat. Lay Zhang & will.i.am) – 3:24
10. 2 in a Million (Steve Aoki, Sting & Shaed) – 3:55
11. Let It Be Me (feat. Backstreet Boys) – 3:44
12. 1 4 U (feat. Zooey Deschanel) – 3:23
13. Inside Out (Steve Aoki & Felix Jaehn feat. Jamie Scott) – 2:37
14. Play It Cool (Steve Aoki & Monsta X) – 2:49
15. Crash into Me (Steve Aoki & Darren Criss) – 3:46
16. New Blood (feat. Sydney Sierota) – 3:12
17. Homo Deus (feat. Yuval Harari) – 3:36
18. Are You Lonely (Steve Aoki & Alan Walker feat. ISÁK) – 2:37
19. Do It Again (Steve Aoki & Alok) – 2:56
20. Terra incognita (feat. Bryan Johnson) – 3:22
21. 2045 (Steve Aoki & Going Deeper) – 3:58
22. Popcorn (Steve Aoki, Ummet Ozcan & Dzeko) – 3:33
23. I Wanna Rave (Steve Aoki & Bassjackers) – 2:24
24. Hava (Steve Aoki & Timmy Trumpet feat. Dr Phunk) – 4:19
25. Rave (Steve Aoki, Showtek & Makj feat. Kris Kiss) – 3:25
26. Cut You Loose (feat. Matthew Koma) – 4:19
27. Eevos Atik Foes Ireht (feat. Kita Sovee) – 3:01

## Classifiche
| Classifica (2020)              | Posizione massima |
| ------------------------------ | ----------------- |
| Stati Uniti (dance/electronic) | 11                |